# (10802) Masamifuruya
(10802) Masamifuruya est un astéroïde de la ceinture principale.

## Description
(10802) Masamifuruya est un astéroïde de la ceinture principale. Il fut découvert le 28 octobre 1992 à Kitami par Kin Endate et Kazuro Watanabe. Il présente une orbite caractérisée par un demi-grand axe de 2,74 UA, une excentricité de 0,18 et une inclinaison de 6,3° par rapport à l'écliptique.

## Compléments